# Josip Črnjač
Josip Črnjač, slovenski inženir gradbeništva in geodet, * 21. junij 1895, Verd, † 6. julij 1969, Ljubljana.

## Življenje in delo
Študiral je na geodetskem oddelku gozdarske akademije v Zagrebu in na gradbenem oddelku Tehniške fakultete v Ljubljani, tu je 1925 tudi diplomiral. Od 1927 je predaval na ljubljanski Tehniški fakulteti, kjer je 1946 postal izredni in 1961 redni profesor za višjo geodezijo in izravnalni račun na Fakulteti za gradbeništvo in geodezijo v Ljubljani. Uveljavil se je kot konstruktor geodetskega orodja in položil temelje tovrstni preciznomehanični dejavnosti v Sloveniji. Napisal je več skript s področja višje geodezije, sferne trigonometrije in izravnalnega računa. 